# Roly Keating

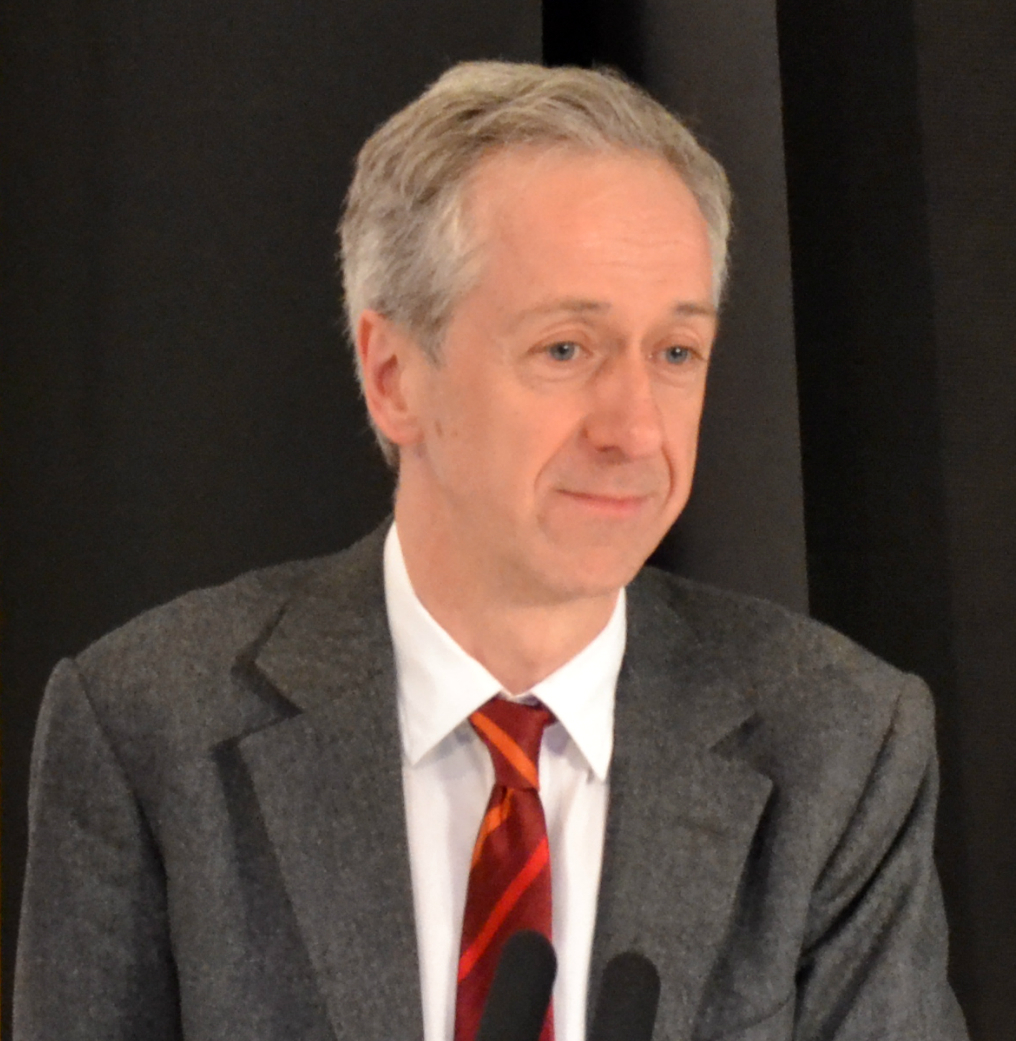
Roly Keating (2013)

Sir Roland Francis Kester Keating (* 5. August 1961) ist Chief Executive der British Library. Er nahm seinen Dienst in diesem Amt im September 2012 auf.

## Frühes Leben und Bildung
Keating wurde am 5. August 1961 als Sohn von Donald Norman Keating und Betty Katharine Keating (geborene Wells) geboren. Er besuchte die Westminster School, eine unabhängige Schule für Jungen in London, und studierte Klassik am Balliol College, Oxford.

## Karriere
1983 wurde Keating bei der BBC angestellt. Dort war er Produzent und Regisseur in der Kunst- und Musikabteilung. 1997 übernahm er die Leitung des Fernsehprogramms UKTV, das zum Teil zur BBC gehört. 1999 wurde er zum Controller of Digital Channels ernannt. Im Dezember 2001 wurde er auch zum Controller des Fernsehkanals BBC Four ernannt. Bei BBC betreute er auch Archive und übernahm 2012 die Leitung der British Library. 
Im Rahmen der New Year Honours 2023 wurde er in Anerkennung seiner Dienste für die Literatur als Knight Bachelor geadelt.

## Persönliches Leben
1989 heiratete Keating Caroline Russell. Zusammen haben sie drei Kinder.